# Superman IV
Superman IV: The Quest for Peace  —en España e Hispanoamérica conocida como Superman IV: En Busca de la Paz— es una película de superhéroes de 1987 dirigida por Sidney J. Furie y escrita por Lawrence Konner y Mark Rosenthal a partir de una historia de Christopher Reeve, Konner y Rosenthal basada en el personaje de DC Comics Superman. La película está protagonizada por Reeve, Gene Hackman, Jackie Cooper, Marc McClure, Jon Cryer, Mark Pillow, Sam Wanamaker, Jim Broadbent, Mariel Hemingway y Margot Kidder, algunos de los cuales repiten sus papeles de las películas anteriores.
Es la quinta película (incluyendo Supergirl) en la serie de películas Superman y una secuela de Superman III (1983). Es la única película de la serie en la que no participan Alexander Salkind ni su hijo Ilya como productores, sino que esta vez corrió a cargo de la productora The Cannon Group, Inc., propiedad de los primos hermanos Menahem Golan y Yoram Globus, especializada en Cine B. La película también marca la aparición final de Reeve como Superman, quien aceptó regresar a cambio de un gran salario y algo de control creativo, donde contribuyó a un guión que trataba sobre el desarme nuclear.
Poco antes de la producción de la película, la compañía productora de la misma, The Cannon Group, sufrió una importante crisis financiera que obligó a realizar importantes recortes presupuestarios y se eliminaron 45 minutos de metraje después de proyecciones de prueba negativas. La película recibió críticas abrumadoramente negativas de la crítica y los fans, que citaron efectos especiales deficientes y lagunas argumentales. Además, tuvo un rendimiento inferior en taquilla, recaudando 36,7 millones de dólares a nivel mundial. Los planes para «Superman V» se cancelaron, y no se estrenaron películas de «Superman» hasta Superman Returns en 2006.

## Argumento
La película se ambienta poco después de los sucesos de Superman III.
Tras rescatar a la tripulación de una estación espacial soviética, Superman regresa a la granja en Smallville. Allí halla un cristal de energía, recordando las palabras de su madre, Lara (Susannah York), quien le recuerda que es el legado de su civilización (Kripton). Tras negarse a vender la granja para dar paso a un centro comercial, Clark Kent va a Metrópolis, donde descubre que el Daily Planet ha sido adquirido por David Warfield, apodado "El Magnate de los Diarios Baratos" y su hija, Lacy, ocupará la dirección en lugar de Perry White.
Lex Luthor por su parte, escapa de prisión con ayuda de su inepto sobrino Lenny. Ambos irrumpen en una exposición en un museo de donde roban un cabello de Superman, con el cual harán una manipulación genética de la cual se originará posteriormente el "Hombre Nuclear". Entre tanto, la cumbre anti armamentista entre los EE. UU. y la URSS fracasa, y un niño llamado Jeremy escribe una carta al Hombre de Acero pidiéndole que salve al mundo. Lacy manipula la carta con fines sensacionalistas y Superman decide, después de reflexionar y de consultar con Lois Lane (tras una breve revelación de su identidad secreta y otro super-beso amnésico), anunciar ante la Organización de las Naciones Unidas su intención de liberar al mundo de las armas nucleares. Superman logra, posteriormente, reunir todas las armas de la Tierra para llevarlas al espacio metidas dentro de una gran red que acabará lanzando al sol.
Luthor consigue el apoyo de unos inescrupulosos mercaderes de armas y pone en un misil lo que el llama un "Estofado Genético", para que Superman lo envíe al sol, donde una computadora dará vida al villano llamado "Hombre Nuclear", quien regresa a la Tierra para ponerse a órdenes de Luthor. Tras una cita doble, Clark descubre que Lacy Warfield está muy interesada en él, pero el romance debe quedar de lado, puesto que Luthor suelta a su creación para causar daños en Kansas, la Gran Muralla china, el monte Etna, la Plaza Roja de Moscú y Nueva York, donde el poder de Superman se debilita ante su enemigo por una lesión que éste le causó en el cuello.
El Hombre de Acero usa la energía restante del cristal como último recurso para no morir y detener al monstruo fuera de control. Logra detenerlo al provocar un eclipse que bloquea el sol y, por consiguiente, la energía de la que se sirve el Hombre Nuclear, al cual lo arroja sobre una estación nuclear, generando más energía a las ciudades. Al mismo tiempo, rescata a Lacy. Perry White recupera el Daily Planet, Superman captura a Luthor y a su sobrino, y la paz vuelve a reinar en el mundo gracias a un discurso que realiza.

## Actores, personajes y créditos
- Christopher Reeve - Clark Kent / Superman[7]
- Gene Hackman - Lex Luthor
  - Hackman también da voz al Hombre Nuclear[8]
- Mark Pillow - el Hombre Nuclear[8][9]
- Jackie Cooper - Perry White
- Marc McClure - Jimmy Olsen
- Jon Cryer - Lenny Luthor
- Sam Wanamaker - David Warfield
- Mariel Hemingway - Lacy Warfield
- Margot Kidder - Lois Lane[10]
- Damian McLawhorn - Jeremy
- William Hootkins - Harry Howler
- Jim Broadbent - Jean Pierre Dubois
- Stanley Lebor - General Romoff
- Don Fellows - Levon Hornsby[11]
- Robert Beatty - Presidente de los Estados Unidos
- Susannah York - Lara Lor-Van

### Doblaje
| Actor             | Personaje              | Doblaje España          | Redoblaje                   | Versión México         | Versión Los Ángeles  |
| ----------------- | ---------------------- | ----------------------- | --------------------------- | ---------------------- | -------------------- |
| Christopher Reeve | Clark Kent / Superman  | Manolo García           | Manolo García               | Gerardo Reyero         | Javier Pontón        |
| Gene Hackman      | Lex Luthor             | Félix Acaso             | Juan Antonio Galvéz         | Esteban Siller (+)     | Victor Mares (+)     |
| Jackie Cooper     | Perry White            | Rafael de Penagos       | Roberto Cuenca Martínez     | Tito Resendiz (+)      | Edgar Wald           |
| Margot Kidder     | Lois Lane              | Selica Torcal           | Conchi López                | Maru Guerrero          | Marcela Bordes       |
| Marc McClure      | Jimmy Olsen            | Carlos del Pino         | Roberto JR Cuenca Rodríguez | Alejandro Illescas (+) | Jesus Brock (+)      |
| Mariel Hemingway  | Lacy Waffield          | María Antonia Rodríguez | María Antonia Rodríguez     | Lisa Willert (+)       | Fabiola Stevenson    |
| Sam Wanamaker     | David Warfield         | Julio Núñez             | Julio Núñez                 | Álvaro Tarcisio (+)    | Guillermo Romano (+) |
| Jon Cryer         | Leonard "Lenny" Luthor | José Luis Angulo        | Javier Balas                | Ernesto Lezama         | Enrique garduza      |
| Mark Pillow       | Hombre Nuclear         | Ramón Langa             |                             |                        |                      |
| Susannah York     | Lara (Voz)             | María Romero            | Pilar Gentil                | Nelly Salvar           | Amparo Brown         |

## Desarrollo

### Producción
Alexander Salkind y su hijo Ilya, productores de las películas de Superman, planearon producir una cuarta película de Superman si la tercera entrega recaudaba al menos 40 millones de dólares. Sin embargo, tras la pobre acogida de Superman III entre la crítica, pese a haber recaudado 80.2 millones de dólares, y el poco éxito de Supergirl tanto entre la crítica como en taquilla junto a la subsiguiente película Santa Claus (1985), causó tensiones financieras y los productores comenzaron a preguntarse si la franquicia había cumplido su período de validez. Tras una serie de negociaciones durante el Festival Internacional de Cine de Cannes de 1985, Alexander e Ilya Salkind, decidieron vender su opción de un cuarto filme a Menahem Golan y Yoram Globus, encargados de The Cannon Group, compañía independiente que en los 80 había alcanzado éxito al producir cintas de bajo presupuesto con actores de renombre como Sylvester Stallone, Charles Bronson y Chuck Norris que tuvieron buena acogida en taquilla, sin olvidar algunas cintas independientes altamente valoradas por la crítica y que exhibían en su propia cadena de cines. La venta se concretó por 5 millones de dólares en junio de 1985.
Las conversaciones iniciales para un cuarto filme hicieron que contactaran a Christopher Reeve, quien también dudó en regresar a la serie como Superman temiendo un encasillamiento, aceptó a cambio de aportar material a la trama del filme, ser director de la segunda unidad y recibir apoyo financiero para sacar adelante un proyecto llamado Street Smart. Reeve presentó una historia centrada en la carrera armamentista nuclear en protesta por el fracaso de la Cumbre de Reikiavik y el aumento del poder militar del presidente estadounidense Ronald Reagan y su escepticismo hacia el control de armas. Su historia fue aceptada y también se le consideró director de la película. Aunque se le permitió dirigir algunas escenas de la segunda unidad, finalmente se le consideró demasiado inexperto para el puesto a tiempo completo.
Cannon ofreció la dirección a Richard Donner, quien según su comentario en el DVD de Superman II: The Richard Donner Cut declinó la oferta porque estaba trabajando en Lethal Weapon.  El filme le fue ofrecido a Paul Verhoeven y a Wes Craven, éste último se llevó mal con Reeve quien pidio un nuevo director, pero quien acabó haciéndose con el puesto de director fue Sidney J. Furie, pese a la recomendación de Reeve de contratar a Ron Howard. Cannon recibió de Warner Bros la suma de 35 millones de dólares para realizar el filme, de los cuales solo usaron la mitad para su producción, puesto que atravesaban una grave crisis financiera y pensaban sacar adelante otros films.

### Casting
Con Reeve a bordo, también regresaron Gene Hackman (Lex Luthor), Margot Kidder (Lois Lane) cuya aparición en la tercera cinta quedó reducida a un cameo debido a sus problemas con los Salkind, Jackie Cooper (Perry White) y Marc McClure (Jimmy Olsen). Incluso para esta ocasión el compositor John Williams, quien ya había hecho la banda sonora de la primera película y parte de la secuela, volvió a componer la música para una nueva película del héroe.

### Rodaje
La producción de la película inició en 1986. El rodaje se realizó en la ciudad de Milton Keynes en Gran Bretaña y en los modestos estudios de Cannon Elstree. En su autobiografía, Still Me, Reeve describió el rodaje de la película:

También nos vimos obstaculizados por las limitaciones presupuestarias y los recortes en todos los departamentos. Cannon Films tenía casi treinta proyectos en marcha en ese momento, y "Superman IV" no recibió ninguna consideración especial. Por ejemplo, Konner y Rosenthal escribieron una escena en la que Superman aterriza en la Calle 42 y camina por las líneas amarillas dobles hacia las Naciones Unidas, donde da un discurso. Si esa hubiera sido una escena de Superman: la película (1978), la habríamos filmado literalmente en la Calle 42. Richard Donner habría coreografiado a cientos de peatones y vehículos, y habría cortado la escena con la gente mirando boquiabierta desde las ventanas de las oficinas al ver a Superman caminando por la calle como el Flautista de Hamelín. En cambio, tuvimos que rodar en un polígono industrial de Inglaterra bajo la lluvia, con un centenar de extras, sin un solo coche a la vista y con una docena de palomas añadidas para crear ambiente. Aunque la historia hubiera sido brillante, no creo que hubiéramos podido cumplir las expectativas del público con este enfoque.

El comentario del DVD de Rosenthal citó esta escena como un ejemplo del drástico recorte presupuestario de Cannon. Según Rosenthal, Reeve y Furie rogaron poder filmar esa secuencia en Nueva York frente a la verdadera sede de las Naciones Unidas porque todos sabían cómo se veían y el escenario de Milton Keynes no se parecía en nada a ellos, pero Cannon se negó. Según Rosenthal, estaban "ahorrando cada centavo".
Poco antes de que comenzara la producción en los Estudios Elstree (Shenley Road) el 27 de septiembre de 1986, Cannon redujo el presupuesto de 36 millones de dólares a 17 millones. Parte del problema residía en que Cannon financiaba sus películas vendiendo por adelantado los derechos de televisión y vídeo doméstico, lo cual fracasó con películas con un presupuesto superior a los 5 millones de dólares. El estudio también llevaba seis años sin un gran éxito. El estudio se salvó por poco de la bancarrota tras un acuerdo con Warner Bros. Pictures para proporcionar 75 millones de dólares para pagar sus préstamos a cambio de los derechos de distribución de sus próximas películas, incluyendo Superman IV, lo que le dio la confianza suficiente para obtener una línea de crédito de 65 millones de dólares del First Bank of Boston. Durante la producción, los equipos de rodaje y efectos especiales de las tres primeras películas fueron reemplazados por equipos israelíes más económicos. El rodaje principal concluyó a principios de enero de 1987.
Según Jon Cryer, quien interpretó a Lenny, el sobrino de Luthor, Reeve lo había llamado aparte justo antes del estreno y le había dicho que sería "terrible". Aunque Cryer disfrutó trabajando con Reeve y Hackman, alegó que Cannon se quedó sin dinero durante la producción y finalmente estrenó una película inacabada.
La película se rodó en varias localizaciones de Inglaterra. La escena del metro de Metrópolis, al principio de la película, se rodó en la ahora abandonada estación de metro de Aldwych y la ciudad de Milton Keynes se utilizó para representar la sede de la ONU en Nueva York.

### Montaje eliminado
El recorte de presupuesto hizo que todo el equipo de efectos visuales que había trabajado en los anteriores filmes de la saga renunciara, por diferencias sobre su salario. El encargado de sacar adelante esta parte fue Harrison Ellenshaw. Lamentablemente se pueden apreciar unos deficientes efectos especiales y algunas incoherencias en la trama de la película, ya que el rodaje se quedó a medias por falta de presupuesto. Cuando se hizo una exhibición de prueba (que incluía una lucha con un primer Hombre Nuclear) se llevó a cabo un nuevo montaje que dejó la película en tan solo 90 minutos, la más corta de la saga.
Según el comentario del guionista Mark Rosenthal sobre el DVD de 2006, en la galería de escenas eliminadas del disco, hay aproximadamente 45 minutos de la película que el público general no ha visto. Estas escenas fueron eliminadas tras una proyección de prueba fallida en el sur de California. El Hombre Nuclear que aparece en la película es en realidad el segundo Hombre Nuclear creado por Luthor. Las escenas de corte muestran al Hombre Nuclear original (interpretado por Clive Mantle) enfrentándose a Superman en una batalla fuera del Metro Club y siendo destruido por el Hombre de Acero. El primer Hombre Nuclear tenía un aspecto algo más inhumano que su sucesor, y se parecía, tanto en apariencia como en personalidad, al personaje del cómic Bizarro. Luthor postula que este Hombre Nuclear no era lo suficientemente fuerte, y como resultado trama el plan para crear el segundo Hombre Nuclear dentro del Sol.
No todas las escenas eliminadas llegaron a la edición de lujo del DVD, incluyendo una escena en la que Clark Kent visita las tumbas de sus padres adoptivos. Esta escena debía preceder a la escena cinematográfica donde Clark regresa a Smallville para reunirse con el contratista con la esperanza de vender o arrendar la granja Kent. Una escena eliminada sobre el romance entre Lacy Warfield y Clark Kent, en la que aparecían bailando en el Metro Club, tampoco se publicó en disco.

### Música
La música de la película fue adaptada y dirigida por Alexander Courage basándose en música existente y nueva compuesta por John Williams.

## Estreno

### Teatral
La película tuvo un estreno real en el Leicester Square Theatre en Londres el 23 de julio de 1987, al que asistieron el Príncipe Carlos y la Princesa Diana.

## Recepción

#### Recaudación
La película se estrenó el 24 de julio de 1987 en el Reino Unido, Estados Unidos y Canadá. En Estados Unidos y Canadá, se estrenó en 1511 cines y recaudó 5,6 millones de dólares durante su primer fin de semana, ocupando el cuarto lugar en taquilla. En el Reino Unido, se estrenó en 234 pantallas y recaudó £508,468 ($800,000) durante el fin de semana, convirtiéndose en la película número uno en el Reino Unido del fin de semana. Sin embargo, no logró mantener el primer puesto durante la semana, recaudando £987,495 en comparación con The Living Daylights que recaudó £1,108,256. Fue la octava película más taquillera en el Reino Unido del año con una recaudación de £3.457.959 (5,5 millones de dólares). La película recaudó 15,6 millones de dólares en Estados Unidos y Canadá, y 14,6 millones de dólares a nivel internacional, para una recaudación de taquilla mundial de 30,2 a 36,7 millones de dólares.
De las cuatro películas de Superman protagonizadas por Reeve, la cuarta entrega fue la que tuvo el peor desempeño en taquilla y la serie quedó inactiva durante los siguientes 19 años. Reeve lamentó su decisión de involucrarse en la película y dijo: "Superman IV fue una catástrofe de principio a fin. Ese fracaso fue un gran golpe para mi carrera". Se hicieron planes para hacer Superman V, con Albert Pyun como director y usando el metraje editado de Superman IV. La taquilla fue tan desastrosa que en muchos países la cinta nunca se estrenó, saliendo directamente para vídeo., pero nunca se concretaron. La parálisis de Reeve en 1995 hizo imposible cualquier desarrollo posterior de secuelas que lo involucraran en el papel protagónico. Time Warner dejó que la franquicia de largometrajes de Superman quedara sin desarrollar hasta finales de la década de 1990, cuando se consideraron diversas propuestas para una quinta entrega, incluidas varias que reiniciarían la franquicia con diferentes versiones de los personajes y escenarios. Finalmente, en 2006, se lanzó un reinicio suave de la serie, Superman Returns, bajo la drección de Bryan Singer, y se descartaron los eventos de Superman III y The Quest for Peace, aunque el Crosover del Arrowverso titulado Crisis en Tierras Infinitas parecía indicar que tanto Superman III como Returns estaban en el mismo canon.

#### Crítica
En el agregador de reseñas Rotten Tomatoes, la película tiene una puntuación del 14% basada en 114 reseñas, con una calificación promedio de 3.2/10. El consenso crítico del sitio dice: «La serie de Superman toca fondo con La Búsqueda de la Paz: la acción es aburrida, los efectos especiales parecen baratos y ninguno de los actores parece interesado en el desarrollo de la trama».
 En Metacritic, la película tiene una puntuación media ponderada de 24 sobre 100, basada en 18 críticos, lo que indica "críticas generalmente desfavorables". El público encuestado por CinemaScore le dio a la película una calificación promedio de "C" en una escala de A+ a F. Mientras que en el sitio IMDb los usuarios le han dado una puntuación de 3.7/10, sobre la base de 36 950 votos.
La película recibió una mala crítica por parte de Janet Maslin de The New York Times, aunque escribió que la interpretación de Kidder de Lois Lane era "sexy y seria". Con Variety no le fue mejor. The Washington Post Lo describió como "Más lento que una barcaza funeraria, más barato que una oferta en Kmart, es un nerd, es una pena, es Superman IV"." A varios críticos no les gustaron los efectos especiales.
La película fue votada como la número 40 en una lista de "Las 50 peores películas de la historia" por los lectores de la revista Empire magazine. También fue nominada a dos premios Golden Raspberry, peor actriz de reparto para Mariel Hemingway (perdiendo ante Daryl Hannah por Wall Street) y peores efectos visuales (perdiendo ante Tiburón, la venganza).

### Lanzamiento en DVD y mercancía relacionada
Cuando Cannon quebró, parte de su fondo fílmico quedó repartido entre Paramount/ Viacom y MGM a nivel mundial, mientras que los derechos de venta en formato video doméstico para EE. UU. eran controlados por Warner. Eso hizo que cuando los filmes fueron editados en DVD para el año 2001, la cinta solo estuvo disponible en Estados Unidos. Para el 2006, Warner llegó a un acuerdo con Viacom y adquirió los derechos del filme. Esta versión, a diferencia de su antecesora, incluía una gran parte de las escenas editadas del metraje original y un comentario en audio del guionista Lawrence Konner.
En 1987, DC Comics publicó una adaptación en cómic del filme, escrita por Bob Rozakis y dibujada por Curt Swan con las tintas de varios artistas tales como Dick Girdano, Don Heck y Frank McLaughlin, que adaptó el guion original del filme, incorporando las escenas eliminadas. La única edición en español del mismo se lanzó en España por parte de Zinco.

## Estrenos
| País                                                                          | Fecha de estreno                |
| ----------------------------------------------------------------------------- | ------------------------------- |
| Alemania                                                                      | Jueves 24 de marzo de 1988      |
| Argentina                                                                     | Jueves 3 de diciembre de 1987   |
| Australia                                                                     | Sábado 26 de diciembre de 1987  |
| Austria                                                                       | Viernes 25 de marzo de 1988     |
| Bélgica                                                                       | Miércoles 21 de octubre de 1987 |
| Belice · Costa Rica · El Salvador · Guatemala · Honduras · Nicaragua · Panamá | Miércoles 17 de febrero de 1988 |
| Bolivia                                                                       | Martes 27 de septiembre de 1988 |
| Brasil                                                                        | Jueves 17 de diciembre de 1987  |
| Chile                                                                         | Viernes 22 de julio de 1988     |
| Colombia                                                                      | Martes 13 de diciembre de 1988  |
| Dinamarca                                                                     | Viernes 15 de enero de 1988     |
| Egipto                                                                        | Lunes 31 de julio de 1989       |
| España                                                                        | Viernes 14 de agosto de 1987    |
| Estados Unidos · Canadá                                                       | Viernes 24 de julio de 1987     |
| Filipinas                                                                     | Miércoles 29 de julio de 1987   |
| Finlandia                                                                     | Viernes 9 de octubre de 1987    |
| Francia                                                                       | Miércoles 28 de octubre de 1987 |

| País                | Fecha de estreno                |
| ------------------- | ------------------------------- |
| Grecia              | Viernes 24 de junio de 1988     |
| Hong Kong           | Jueves 6 de agosto de 1987      |
| Israel              | Viernes 31 de julio de 1987     |
| Italia              | Viernes 27 de abril de 1990     |
| Japón               | Sábado 5 de diciembre de 1987   |
| Malasia             | Jueves 24 de septiembre de 1987 |
| México              | Viernes 25 de diciembre de 1987 |
| Noruega             | Jueves 14 de enero de 1988      |
| Nueva Zelanda       | Viernes 6 de mayo de 1988       |
| Países Bajos        | Jueves 13 de agosto de 1987     |
| Perú                | Jueves 4 de agosto de 1988      |
| Portugal            | Viernes 17 de marzo de 1989     |
| Puerto Rico         | Jueves 10 de diciembre de 1987  |
| Reino Unido Irlanda | Viernes 24 de julio de 1987     |
| Singapur            | Jueves 30 de julio de 1987      |
| Sudáfrica           | Viernes 4 de diciembre de 1987  |
| Suecia              | Viernes 26 de febrero de 1988   |
| Suiza               | Viernes 25 de marzo de 1988     |
| Tailandia           | Sábado 12 de septiembre de 1987 |
| Taiwán              | Sábado 8 de agosto de 1987      |
| Uruguay             | Jueves 24 de marzo de 1988      |
| Venezuela           | Miércoles 11 de mayo de 1988    |

## Premios

### Golden Schmoes Awards
| Año  | Categoría                            | Nominados                    | Resultado |
| ---- | ------------------------------------ | ---------------------------- | --------- |
| 2006 | Best Schmoes DVD/BLU RAY of the year | Superman Ultimate Collection | Nominado  |

### International Fantasy Film Award Fantasporto
| Año  | Categoría | Nominados       | Resultado |
| ---- | --------- | --------------- | --------- |
| 1989 | Best Film | Sidney J. Furie | Nominado  |

### Saturn Awards Academy of Science Fiction, Fantasy & Horror Films, USA
| Año  | Categoría           | Nominados                                                 | Resultado |
| ---- | ------------------- | --------------------------------------------------------- | --------- |
| 2007 | Best DVD collection | Superman Ultimate Collector's Edition (Warner)            | Nominada  |
| 2012 | Best DVD collection | Superman: the motion picture anthology 1978-2006 (Warner) | Nominada  |

### Sierra Awards Las Vegas Film Critics Society Awards
| Año  | Categoría                                | Nominados                                                          | Resultado |
| ---- | ---------------------------------------- | ------------------------------------------------------------------ | --------- |
| 2006 | Best DVD (Packaging, Design and Content) | “Superman Ultimate Collectors Edition” (Warner Home Entertainment) | Ganadora  |

## Secuela cancelada
Antes del fracaso de la película, Cannon Films consideró producir una quinta película dirigida por Albert Pyun. La quiebra de Cannon provocó que los derechos cinematográficos regresaran a manos de Alexander e Ilya Salkind. Bajo la dirección de los Salkind, su secuela se tituló inicialmente Superman: La Nueva Película, pero posteriormente se llamó Superman Renacido. La película pretendía revivir y continuar la franquicia tras Superman IV. Se esperaba que Christopher Reeve y Margot Kidder repitieran sus papeles. El villano habría sido Brainiac. La historia mostraba a Superman muriendo y resucitando en Kandor, la ciudad kriptoniana encogida y embotellada. La premisa de la muerte y el renacimiento de Superman coincidentemente fue anterior a la historia del cómic "La muerte de Superman" de 1992.
El 12 de noviembre de 2024, se grabó en Hollywood, California, una lectura de guion en vivo de Superman Reborn. Hubo un tercer borrador de la historia que se filtró en internet hace muchos años, pero no fue ese el que se utilizó. Se utilizó un primer borrador inédito, firmado y concebido por el productor Ilya Salkind y los guionistas Mark Jones y Cary Bates, antes de recibir las notas de revisión de  Warner Bros/DC en aquel momento. Existen diferencias importantes entre los borradores. Inmediatamente después de la presentación, tuvo lugar una sesión de preguntas y respuestas en vivo con el productor Ilya Salkind y el guionista Mark Jones. Cary Bates fue invitado, pero no pudo asistir. Durante la sesión, Jones y Salkind revelaron que George P. Cosmatos estaba inicialmente previsto para dirigir la película antes de que él y Salkind se enfrentaran. La grabación se publicó en el canal de YouTube de David Kocher el 13 de febrero de 2025. Christopher Reeve nunca volvería a interpretar a Superman en la pantalla, pero los fanáticos ahora tienen una idea de cómo podría haber terminado su viaje como héroe.

## En otros medios
A finales de 1987, DC Comics preparó una adaptación en cómic de Superman IV, con guión de Bob Rozakis y dibujos de Curt Swan y Don Heck. Esta edición incluyó diferentes diálogos de la película e incidentes de las escenas eliminadas. En lugar de la voz en off de Lara en la primera escena donde Superman encuentra el misterioso cristal, hay una proyección del propio Jor-El, al igual que en la primera película. El cómic presenta una batalla con el prototipo fallido del Hombre Nuclear, similar a Bizarro, y una pelea alrededor del mundo con el segundo Hombre Nuclear. La adaptación tiene un final alternativo con Superman y Jeremy sobrevolando la Tierra, observando que el planeta es, en realidad, un solo mundo, en lugar del mundo dividido que se ve en un mapa artificial. En la adaptación, Jeremy aparece en órbita con un traje espacial, pero en las imágenes eliminadas no lleva ningún tipo de protección contra el vacío, a diferencia de Lacy Warfield cuando Superman la rescató del segundo Hombre Nuclear. El final alternativo aparece en el DVD de la Edición Deluxe, incluido en la sección de imágenes eliminadas. También se incluyó una novelización de un libro escrita por Bonnie Bryant, que incluye escenas basadas en imágenes eliminadas.
La novelización se publicó en 1987, junto con el estreno de la película.